# فرتایل (مینه‌سوتا)
فرتایل، مینه‌سوتا (به انگلیسی: Fertile, Minnesota) یک شهر در ایالات متحده آمریکا است که در شهرستان پولک، مینه‌سوتا واقع شده‌است.

## خصوصیات
فرتایل ۵٫۵۲ کیلومترمربع مساحت و ۸۴۲ نفر جمعیت دارد و ۳۴۷ متر بالاتر از سطح دریا واقع شده‌است.